# 新纪元大学学院
新紀元大學學院简称新纪元，于1997年成立的一所综合类大学，自成立以来涉及多项争议。新纪元是由董教總教育中心創辦的馬來西亞高等學府，其建設經費多源自馬來西亞華人的捐款。2016年12月30日，新紀元獲得高等教育部批准由學院升格為新紀元大學學院，可設專科、本科、碩士及博士點。新紀元開設的課程皆獲馬來西亞高等教育學術鑑定機構MQA的批准。

## 历任院长
- 第一任：洪天赐（1998年—2000年9月30日）
- 第二任：柯嘉逊（2000年10月1日—2008年12月31日）
- 第三任：潘永忠（2009年1月1日—2011年12月31日）
- 第四任：莫顺宗（2012年1月1日—现任）

## 校名與精神
新紀元大學學院取之為名，注重精神、思想與時代並進，並具有積極向上、尊重開放之意。由於辦學經費源自馬來西亞民間，所以學院也重視回饋社會精神之養成。

## 學術單位

### 院系設置
国际教育学院
研究生院
文学与社会科学院
美术与设计学院
媒体传播与影视演艺学院
会计、管理与经济学院
电脑科学与资讯科技学院
乐龄服务与管理学院
卫生、安保与环境管理学院

### 陳六使圖書館
陳六使圖書館位於新紀元大學學院 Block B 教學樓底層，佔地約3萬平方公尺，共分三層。一樓設有流通柜台、四庫全書區、參考區、閱報區、中、英、巫文書籍區、郑良树書庫及雜誌區，提供讀者豐富的閱讀資源。二樓則設有南大史料中心、方修文庫、李業霖書庫、杨进发書庫、電腦區及四間討論室，每間討論室可容納12至16人，為讀者提供研討學習的場所。三樓為休閒閱讀區、李錦宗馬華文學史料館、中文書籍區及辦公室。全馆共有約380个阅览座位，提供充足的座位供讀者閱讀、研究使用。此外，陳六使圖書館採用電腦化作業，提供線上查询系统(OPAC)供讀者查詢、借閱、預約書籍，並且全馆為無線上網區，提供無線上網服務，為讀者提供更便利的閱讀學習環境。

### 研究中心
| 陳六使研究所 （页面存档备份，存于） | 南洋大學史料中心 （页面存档备份，存于） |

## 争议与事件

### 2009年新纪元大学内部冲突
2009年，新纪元大学发生了一场内部冲突。领导层的冲突主要涉及到学院领导人的失职行为，包括董事主席的任命和学院发展计划的决策。在2005年，叶新田被任命为新纪元学院董事主席。他的领导风格和决策引发了内部不满。部分人士公开指控叶新田的领导方式，而前董总董事郭全强也因协助叶新田而受到批评。此外，新纪元大学内部的一些决策，包括郭全强推动与厦门大学合作的研究计划，引发了学院内部学术委员会的不满，并指该计划费用过高，以及对新纪元的学术没有什么好处。

### 2009年殴打叶新田事件
在新紀元第10屆畢業典禮举行期间，葉新田在台上致詞時，突然受到一名疑是上屆畢業生的年輕華裔男子一拳攻击葉新田的鼻樑。男子在攻击后便從側旁的後門樓梯逃离现场。事后，陈思源所带领的一个律师团，发出警告信给新纪元大学戏剧系主任孙春美，不许她对“一拳打伤叶新田鼻子”的事件继续作出评论。

### 新纪元大学学院与独大、董总的法律纠纷
董总、教总及独大三机构，筹划在2023年6月24日于独大所持有的地段内建设“华教综合大厦”。但是，在2023年6月7日，新纪元大学学院发出律师信给“建筑的业者、地段的管理者”董总，并要求三机构立即停止施工。

## 校友
- 冯晋哲，马来西亚沙巴州政治人物，民主行动党沙巴州宣传秘书兼社青团全国宣传秘书。
- 林建镒 ：前988电台开心车队成员、金鹰卡通卫视主持人（青蛙哥哥），研究生毕业于中国传媒大学。现为hua flowershop创始人
- 叶恩慈 ：前astro小太阳主持人，研究生毕业于世新大学，现国营电台爱FMDJ和hua flowershop联合创始人
- 谢劲程 ：研究生毕业于世新大学，现国营电台爱FMDJ
- 罗美云 ：研究生毕业于世新大学，现988电台DJ

## 外部連結
- 新紀元大學學院 （页面存档备份，存于）